# Nevada
 For alternative betydninger, se Nevada (flertydig).
Nevada er en delstat i USA, som består af 90 procent ørken. Byerne Las Vegas og Reno ligger i Nevada. Hovedstaden er Carson City. Delstaten har omkring 3.104.614(2020) indbyggere.
Tidligere var Nevada (The Silver State) kendt for minedrift. I dag er delstaten mest kendt for saltørkenen, en liberal ægteskabslovgivning samt legalt spil og prostitution. Det amerikanske militær har flere baser i delstaten, blandt andre den sagnomspundne Area 51.
Nevada blev optaget som USA's 36. delstat den 31. oktober 1864.

## Historie
Området har været befolket af indianere i over 20.000 år, og de første nybyggere fra Europa ankom i slutningen af 1700-tallet. Disse var først og fremmest spanske missionærer og pelshandlere. Som resultat af Francisco Eusebio Kinos ekspeditioner gennem det nordlige Mexico og det sydlige USA gik kontrollen over Nevada til Spanien, og i 1823 til Mexico. I 1800-tallet var det nybyggere og guldgravere, som bosatte sig i området, og efter den mexicansk-amerikanske krig i 1846-48 blev Nevada ved Gualdalupe-Hidalgo-traktaten en del af USA. I 1850 blev Utah-territoriet, som inkluderede det meste af det nuværende Nevada, grundlagt. I 1859 blev der gjort store sølvfund i Comstock Lode og minebyen Virginia City blev grundlagt, hvilket resulterede i en stor stigning i antallet af nybyggere. 
I 1861 blev Nevada-territoriet udskilt af Utah-territoriet og fik sit nuværende navn, og i 1864 blev Nevada en delstat i USA. I 1870'erne var der nedgangstider i sølvindustrien og der blev satset på kvægdrift. Da indtjeningen i begge disse erhverv senere viste sig ikke at være gode nok, blev mange byer forladt og en række spøgelsebyer opstod. 
I begyndelsen af 1930'erne vedtog delstatsregeringen love, som tillod prostitution og hasard-spil. Der blev også indført nye love, som gjorde det enklere at indgå ægteskab og skilsmisse. Dette førte til, at kapital fra andre dele af USA blev investeret i luksushoteller og kasinoer i byerne Las Vegas og Reno. Turismen førte til en kraftig opblomstring i økonomien og den traditionelle industri fik et opsving, da den fik adgang til billig strøm da Hoover Dam ved Colorado River blev bygget. Dette har ført til, at delstaten er en af de mere velstående i USA. De store, folketomme områder i delstaten er blevet anvendt til militære formål som f.eks. prøvesprængning af atomvåben.

## Politik
Nevadas parlament består af et Senat og et Hus. Medlemmerne af Senatet vælges for en 4-årig periode, mens medlemmerne af Huset sidder i to år ad gangen. I øjeblikket kontrolleres Senatet af republikanerne og Huset af demokraterne. Nevadas guvernør er demokraten Steve Sisolak, som tiltrådte i 2019.
Nevada domineres ikke af noget enkeltparti. Republikanerne vandt i Nevada 3 gange i 1980'erne. Demokraten Bill Clinton vandt i staten ved præsidentvalgene i 1992 og 1996, og George W. Bush vandt delstaten i 2000 og 2004. 
Delstaten har p.t. 1 republikansk og 1 demokratisk medlem af USA's Senat.

## Geografi
Nevada ligger øst for bjergkæden Sierra Nevada, som delstaten også har fået sit navn efter. Landskabet består primært af ørken og bjerge og er tyndt befolket. Nevada grænser til Utah mod øst, til Arizona mod sydøst, til Californien mod vest, og til Oregon og Idaho mod nord.
Delstaten deles af flere nord-syd-gående bjergkæder, og den nordlige del ligger i ørkenområdet Great Basin Desert, en ørken som har hede temperaturer om sommeren og frost om vinteren. Af og til fremkommer tordenvejr som følge af fugtighed fra Arizona, og storme fra Stillehavsområdet kan dække området med sne. Delstatens højeste målte temperatur var 52 °C i 1994.
Floden Humboldt River løber fra øst mod vest gennem den nordlige del af delstaten og flere floder løber fra Sierra Nevada østover, bl.a. Walker River, Truckee River og Carson River. 
Bjergtoppene, hvoraf nogle er højere end 4.000 m, huser frodige skove oppe over ørkenenstepperne. Dalområderne ligger typisk ikke lavere end 900 m.
De østlige dele af delstaten modtager mere sommerfugtighed og har et lidt mere grønklædt terræn. Bynke gror overalt og enkelte floder og bække bryder ørkenterrænet.
Den sydlige del af delstaten, inkl. Las Vegas-området, ligger i Mojave-ørkenen. Området modtager mindre nedbør om vinteren, men mere fugtighed fra Arizona om sommeren. Terrænet er også lavere, mestendels under 1.200 m, hvilket giver hede sommerdage og koldere vinternætter.
Den største bjergkæde i den sydlige del af delstaten er Spring Mountains, som ligger lige vest for Las Vegas. Delstatens laveste punkt ligger langs Colorado River.
Der er 16 amter i Nevada og 2 nationalparker:
- Death Valley National Park
- Great Basin National Park

### Større byer
Nevadas 10 største byer (2004):
- Las Vegas (553.807)
- Henderson (255.646)
- Paradise (221.051)
- Reno (206.629)
- Sunrise Manor (195.581)
- North Las Vegas (177.751)
- Spring Valley (176.552)
- Sparks (88.518)
- Carson City (58.350)
- Pahrump (44.614)

Paradise, Sunrise Manor og Spring Valley er en del af det større Las Vegas-område.

## Økonomi
Nevadas bruttodelstatsprodukt blev i 2003 anslået til 88 mia. USD. Den gennemsnitlige indkomst pr. indbygger var samme år 31.910 USD, den 19. højeste i USA. Nevadas landbrug producerer kvæg, hø, græs, mælkeprodukter, løg og kartofler. Industriproduktionen består bl.a. i turisme, minedrift, maskinfremstilling, trykkerivirksomhed, fødevareforarbejdning og elektronisk udstyr. Delstaten er især kendt for hasard-spil og prostitution. Store kasinoer tiltrækker besøgende fra hele verden.

### Erhverv
Uden for Las Vegas og Reno er minedrift og kvægavl de største erhvervssektorer. I værdi er guld det vigtigste udvundne mineral. I 2005 blev der udvundet guld i Nevada til en værdi af 2,84 mia. USD, og i alt 8,7% af verdens guld blev produceret her. Sølv er det andetvigtigste mineral til en værdi af 69 mio. USD i 2004. Andre mineraler, der udvindes i Nevada omfatter bl.a. kobber, gips og litium. Selv om der er store mineralreserver, er omkostningerne forbundet med minedrift i Nevada generelt høje, og produktionen er derfor meget sårbar over for verdensmarkedspriserne.
I januar 2006 var der et anslået antal på 500.000 kvæg og 70.000 får i Nevada.
Nevada er en af de få delstater i USA, der ikke har indkomstskat og virksomhedsskat. Momsen ligger på 6,5%.

### Hasardspil
Hasardspil var udbredt i de tidlige minebyer men blev forbudt på nationalt plan i 1909. Som resultat af den forværrede økonomiske situation under depressionen gjorde delstaten spil lovlige igen i 1931 med den forventning, at det ville være midlertidigt. Imidlertid har det aldrig været seriøst overvejet at forbyde hasardspil igen, eftersom det i dag er Nevadas største indtægtskilde.

## Demografi
Nevada havde i 2007 en anslået befolkning på 2.565.382, hvilket var en stigning på 28,38% i forhold til 2000. Arizona har nu tangeret Nevada som den befolkningsmæssigt hurtigstvoksende delstat i USA. I hele 60 år var Nevada ellers den delstat i USA, hvis befolkning procentuelt havde den højeste tilvækst. Fordi befolkningen vokser så relativt hurtigt, er andelen af personer, der er født i en anden delstat den højeste blandt alle USA's delstater.
Flertallet af befolkningen bor i området omkring Las Vegas og Reno, og bare i Stor-Las Vegas bor ca. to tredjedele af delstatens indbyggere.
De største ophavsgrupper i delstaten er tysk-amerikanere (14,1%), mexicansk-amerikanere (12,7%), irsk-amerikanere (11%), britisk-amerikanere (10,1%), italiensk-amerikanere (6,6%), filippinsk-amerikanere (5,2%) og amerikansk (4,8%). Nevada har tillige en betydelig befolkning med baskisk ophav.

### Religion
De religiøse tilhørsforhold blandt befolkningen i Nevada er:
- Kristne – 78%
  - Protestanter – 34%
    - Baptister – 15%
    - Metodister – 6%
    - Lutheranere – 3%
    - Andre protestanter – 11%

  - Katolikker – 44%
  - Mormoner – 12%
  - Andre kristne – 1%
- Jøder – 1%
- Andre religioner – 1%
- Ikke-religiøse – 20%

## Ekstern henvisning
- Delstaten Nevadas officielle hjemmeside

39°N 117°V / 39°N 117°V